# Vastitas Borealis
Vastitas Borealis és la planura (vastitas) més gran de Mart. Està situada a les latituds més septentrionals i envolta la regió polar nord. Sovint, a Vastitas Borealis, se la coneix simplement per les planures del nord. En realitat, es tracta d'una depressió de gran extensió, a uns 4-5 km per sota del radi mitjà de la superfície del planeta.
Dins de Vastitas Borealis, destaca la zona anomenada Utopia Planitia, gran planura que s'estén cap al sud fins als 40° de latitud nord per l'hemisferi oriental. Alguns científics opinen que aquestes planures podien haver estat cobertes per un oceà en algun moment de la història marciana, i s'han postulat possibles línies de costa a la seva banda meridional. Actualment, aquestes planures de suaus pendents estan marcades per crestes (especialment Scandia Colles), petits turons i pocs cràters (com Lomonóssov i Koroliov). La Vastitas Borealis és clarament més uniforme i suau topogràficament que altres zones similars situades a l'hemisferi sud.